# Акопян, Рубен Казарович
Рубе́н Каза́рович Акопя́н (арм. Ռուբեն Կազարովիչ Հակոբյան; 20 июля 1912 — 12 сентября 1994 — советский офицер, участник Великой Отечественной войны, в годы войны — командир стрелкового взвода 9-го гвардейского стрелкового полка 3-й гвардейской стрелковой дивизии 2-й гвардейской армии 4-го Украинского фронта, Герой Советского Союза (16 мая 1944).

## Биография
Родился 7 (20) июля 1912 года родился в селе Узунтала (ныне Тавушской области Армении) в семье крестьянина. По национальности армянин.
Проходил службу в рядах Красной армии в 1934—1936 годах и с марта 1943 по август 1944 года. Окончил 2 курса Ленинградского автодорожного института, работал начальником дорожного отдела Кафанского района Армении. Член ВКП(б)/КПСС с 1940 года.
На фронте с декабря 1943 года. Отличился в 1944 году в боях за освобождение Крыма. В апреле 1944 года в боях при прорыве обороны противника на Перекопском перешейке стрелковый взвод 9-го гвардейского стрелкового полка 3-й гвардейской стрелковой дивизии 2-й гвардейской армии 4-го Украинского фронта под командованием гвардии лейтенанта Рубена Акопяна с ходу овладел первой траншеей. Когда уже в огневой и рукопашной схватке взвод истребил до тридцати гитлеровцев и 15 взял в плен. Фашисты бросают в атаку 6 танков и около батальона пехоты. После того как из строя выбыли командиры первой и третьей рот, взяв командование на себя, со словами «За Родину! Вперед!», Акопян поднял батальон в атаку. Завязался уличный бой в Армянске. Акопяна ранили, но он не вышел из боя, ворвался в траншею, где находились немецкие офицеры. Семерых убил, одного взял в плен. Командующий 4 Украинским фронтом Ф. И. Толбухин в наградном листе славного сына армянского народа написал:
Достоин присвоения звания Героя Советского Союза.
Во время этого броска воины, возглавляемые лейтенантом Акопяном, уничтожили и взяли в плен несколько десятков солдат и офицеров врага, захватили зенитную батарею, двенадцать ручных и три станковых пулемёта, много автоматов, винтовок, боеприпасов. Освобождение Армянска расчленило немецкие войска на две группы, разрушив всю систему обороны противника. Наступление советских войск на центральном направлении позволило окружить и ликвидировать группировки противника на флангах.
Указом Президиума Верховного Совета СССР от 16 мая 1944 года за мужество, отвагу и героизм, проявленные в борьбе с немецко-фашистскими захватчиками, гвардии лейтенанту Акопяну Рубену Казаровичу присвоено звание Героя Советского Союза с вручением ордена Ленина и медали "Золотая Звезда" (№ 4412).
В августе 1944 года был тяжело ранен. После выздоровления старший лейтенант Акопян — в запасе. Жил и работал в Ереване, в разные года был заместителем директора НИИ цветной металлургии, заместителем министра лесного хозяйства Армении.
Избирался депутатом Верховного Совета Армении, являлся зам председателя Совета Ветеранов Великой Отечественной войны Армении. Акопян скончался 12 сентября 1994 года.
Во время празднования 30-летия освобождения Армянска от немецких войск Акопян зажёг вечный огонь на братской могиле (ул. Иванищева, Парк Победы).
В мирное время, когда он ходил по улицам Еревана с Золотой звездой, дети здоровались с ним: «Բարև, Հերոս պապի» (здравствуй дедушка Герой).

## Награды
- Герой Советского Союза[3]
- орден Ленина[2]
- орден Красного Знамени[2]
- орденами Отечественной войны 1-й степени[2]
- орден Красной Звезды
- Медали

## Память
- Акопяну присвоено звание Почётного гражданина города Красноперекопска[1]
- Его имя присвоено школе № 2 г. Красноперекопска.